# Arthur Lourié
Arthur-Vincent Lourié, nascut Naüm Izraílevitx Luria, rus: Наум Израилевич Лурья (Prapoïsk, actual província de Mahiliou, Belarús, llavors part de l'Imperi Rus, 14 de març de 1892 – Princeton, 12 d'octubre de 1966) fou un compositor belarús naturalitzat estatunidenc. Lourié va tenir un paper important en les primeres etapes de l'organització de la música soviètica després de la Revolució de 1917, però més tard es va exiliar. La seva música reflecteix la seva estreta connexió amb escriptors i artistes contemporanis, i també la seva estreta relació amb Ígor Stravinski.
Estudià en el conservatori de la seva ciutat natal. El 1922 abandonà Rússia i s'establí primer a París, per traslladar-se definitivament als Estats Units el 1941.
Va compondre l'òpera Tha Blanchamoor of Peter the Great (1961), així com ballets, música sacra i per a orquestra.